# E-Gold
E-gold — електронна платіжна система. Заснована компанією Gold&Silver Reserve (G&SR) в 1996 році. Її надійність забезпечується гарантіями різних банків, розташованих на території Швейцарії та Сполучених Штатів.
Всі фінансові кошти платіжної системи E-gold кореспондовані в дорогоцінні метали: срібло, золото, платину й паладіум. Гроші на рахунку зберігаються у вигляді вагового еквівалента (в унціях) обраного металу. І ця особливість робить E-gold дуже ефективною для проведення міжнародних платежів, тому що рахунки користувачів не прив'язані до якої-небудь національної валюти.
Використання можливостей платіжної системи E-gold реалізується в її наступних перевагах:
- система E-gold не робить поділу для своїх клієнтів в залежності від фізичного й географічного місця проживання;
- система є анонімною й не надає відомості про своїх клієнтів і користувачах;
- для роботи в системі не потрібна установка спеціальних програм;
- простота використання інтерфейсу;
- виплати користувачам реферального відсотка за залучення нових користувачів у розмірі 2,5% від доходу;
- система платежів E-gold поширена як на Заході, так і в країнах СНД, що робить її досить привабливої для використання.

Внести гроші на свій рахунок в E-gold можна трьома способами:
- одержанням їх від іншого учасника системи;
- переказом з інших систем електронних платежів;
- перерахуванням коштів на банківський рахунок посередників, які, у свою чергу, перераховують їх на Ваш рахунок у платіжній системі E-gold за певний відсоток. Як посередник можуть виступати обмінні пункти, кредитні організації, банки з підтримкою електронних платежів і т.д.

Отримати гроші з рахунку E-gold також нескладно. Безпосередньо на сайті системи можна замовити собі банківський переказ або переказати через Western Union, на кредитну картку, а також обміняти в одному з обмінних пунктів на WM.
Відкрити рахунок у платіжній системі E-gold можна вільно й безкоштовно. Для цього необхідно зайти на офіційний сайт платіжної системи та заповнити анкету.

## Історія
Платіжна система E-gold була відкрита в 1996 р. Компанія була зареєстрована в офшорній зоні — на Бермудах, але всі операції проводилися в Мельбурні. З моменту запуску E-gold через неї було проведено понад 90 млн транзакцій. Фізичний обсяг переданого через систему золотого еквівалента перевищив 2,2 тонни. Платіжна система обслуговувала понад 4 млн користувацьких акаунтів з 165 країн світу. Щоденний обіг у системі становив порядка 5 млн доларів.
Популярність системи була обумовлена, з одного боку, тим, що вона була привабливою альтернативою банківським рахункам, на яких клієнти втрачали гроші внаслідок інфляції долара. E-gold працювала із золотим еквівалентом, а ринкова вартість золота весь час тільки зростала.
З іншого боку, E-gold виявилася привабливою для учасників кримінальних структур. Передумов для цього було предосить. Умови використання системи E-gold дозволяли відкривати рахунки і здійснювати транзакції без перевірки інформації про користувачів. Службовці компанії в силу своєї некомпетентності не мали можливості контролювати сотні тисяч рахунків користувачів. У той же час сама архітектура системи явно сприяла злочинній діяльності: наприклад, в E-gold було доступно просте переміщення прибутків між рахунками E-gold. Та й взагалі, на відміну від інших платіжних Інтернет-систем, користувацька угода E-gold явно не забороняла використання своєї системи в злочинних цілях. Не дивно, що E-gold активно використовувалася для злочинної діяльності, у тому числі для бізнесу, що використовує експлуатацію дитячої праці, фінансових пірамід, шахрайства із кредитними картками та крадіжки персональних даних.
E-gold привернула увагу влади ще в 2004 р. Наприкінці липня 2008 р., під тиском влади США, система E-gold, фактично, перестала функціонувати як платіжний інструмент. Реєстрація нових клієнтських рахунків припинена на невизначений час, обмін E-gold на інші електронні валюти заборонений. Разом з тим, сайт E-gold зберігає свою працездатність, доступ до раніше відкритих аккаунтів здійснюється після введення персонального ідентифікатора платника податків (Tax ID).
Федеральні обвинувачі стверджували, що керівники E-gold, безумовно, знали, що система сприяла кримінальній діяльності учасників. Аналіз 65 найбільших рахунків у січні 2008 року показав, що понад 70% з них були залучені в таку діяльність.

## Сьогодення E-gold
На сьогодні система має низку проблем:
- вивід коштів із системи банківським переведенням неможливий;
- за діяльністю компанії E-gold Ltd. ведеться постійне спостереження з боку урядових контролюючих органів США;
- популярність платіжної системи знизилася в порівнянні з піком популярності приблизно в 2,5 рази;
- вивід або обмін E-gold сьогодні дуже утруднений або виконується під не дуже високі відсотки в обмінних пунктах, довіра яких до E-gold знижується;
- масове блокування акаунтів користувачів спричинило до різкої недовіри до E-gold.

Також розглядається можливість повного закриття платіжної системи E-gold урядом США.